# گرله
شهر گِرله (به رومانیایی: Gherla) در شهرستان کلوژ در کشور رومانی واقع شده‌است. جمعیت این شهر در اکتبر ۲۰۱۱ میلادی، ۲۰٬۲۰۳ نفر است.

## تاریخچه
در سال ۱۹۳۷ کتیبه ای از جنس رس در این شهر کشف شد که به خط میخی فارسی باستان نگاشته شده بود. متن این کتیبه که متعلق به داریوش بزرگ بود راجع به نبردها و جنگ های داریوش علیه سکاها در سال ۵۱۳ قبل از میلاد می باشد که در نوشته های هرودوت نیز به آن اشاره شده است.

## افراد سرشناس
- تاماش آیان
- سیلویو پریگوآنا
- گرگلی پونگراتس